# Косьцельна-Весь (Куявсько-Поморське воєводство)
Косьцельна-Весь (пол. Kościelna Wieś) — село в Польщі, у гміні Осенцини Радзейовського повіту Куявсько-Поморського воєводства.
Населення — 311 осіб (2011).
У 1975-1998 роках село належало до Влоцлавського воєводства.

## Демографія
Демографічна структура станом на 31 березня 2011 року:
|          | Загалом | Допрацездатний вік | Працездатний вік | Постпрацездатний вік |
| -------- | ------- | ------------------ | ---------------- | -------------------- |
| Чоловіки | 149     | 27                 | 109              | 13                   |
| Жінки    | 162     | 37                 | 83               | 42                   |
| Разом    | 311     | 64                 | 192              | 55                   |